# Peada

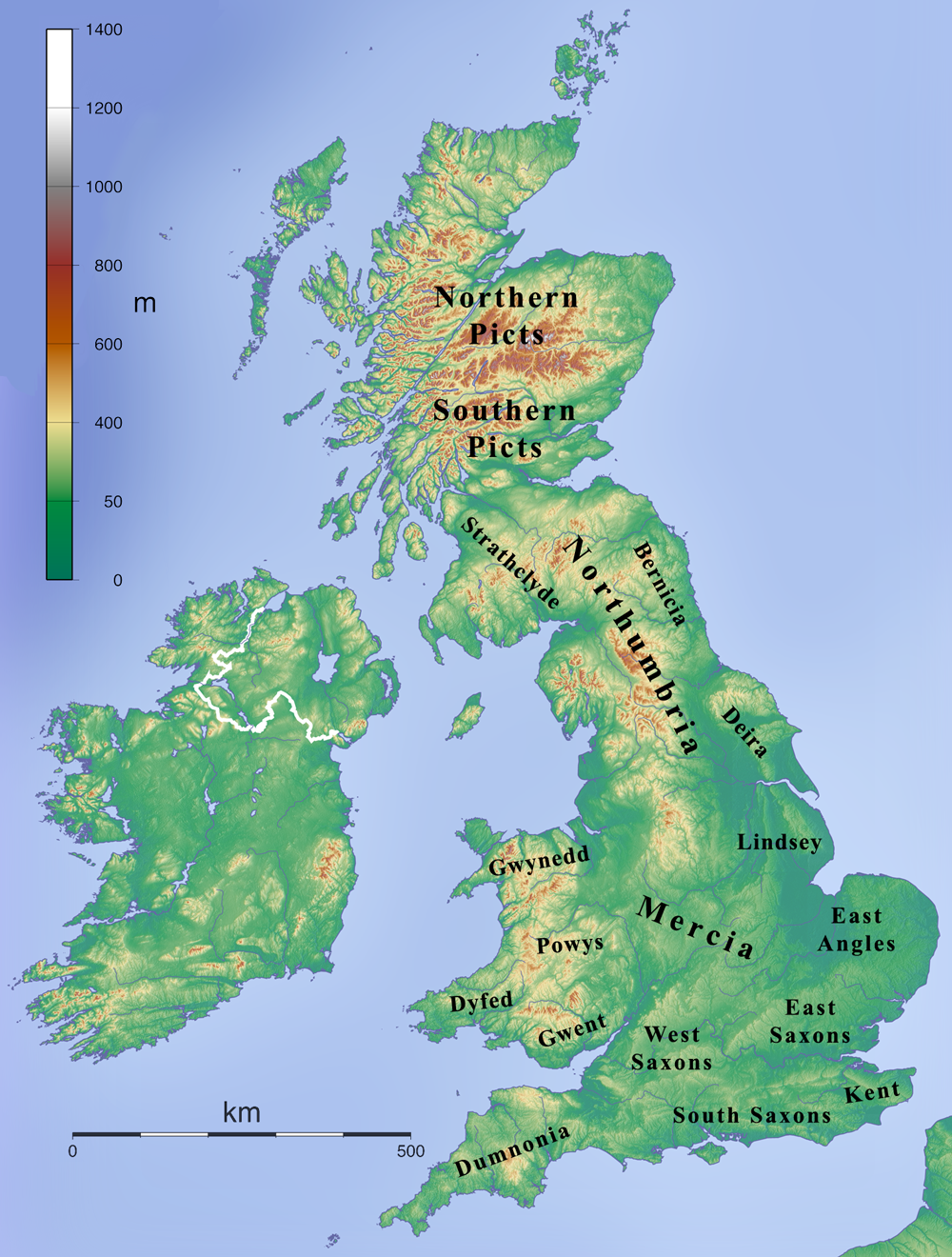
Britannien im 7. Jahrhundert

Peada († Ostern 656) war von 653 bis 655 Unterkönig der angelsächsischen Mittelangeln und von 655 bis 656 Unterkönig des südlichen Teils von Mercia.

## Leben
Peada war ein Sohn des Königs Penda aus der Dynastie der Iclingas, der ihn 653 nach der Eroberung des Gebiets der Mittelangeln dort als princeps (Fürst, Unterkönig) einsetzte. Mit Northumbria, eigentlich seit Jahren ein Rivale Mercias, war ein Ehebündnis geplant: Pendas Tochter Cyneburh heiratete Ealhfrith, den Sohn Oswius, während Peada Oswius Tochter Ealhflæd heiratete. Voraussetzung für die Ehe war Peadas Konversion zum Christentum. Peada wurde um 653 mit seinen Begleitern durch Bischof Finan von Lindisfarne in Ad Murum (östlich von Hexham) getauft. Die Missionare Cedd, Adda, Betti und Diuma wurden ihm zur Bekehrung der Mittelangeln mitgegeben. Der heidnische Penda tolerierte die durchaus erfolgreichen Missionsbemühungen. Hierdurch wird deutlich, dass sich das Territorium Peadas zu diesem Zeitpunkt in der Einflusssphäre Northumbrias befand.
Im Jahr 655 brach der Konflikt mit Northumbria erneut aus; es kam zur Schlacht von Winwaed, in der Oswiu siegreich blieb und Penda fiel. Während der Norden Mercias unter die direkte Herrschaft Oswius fiel, gab er den Teil Mercias, der südlich des Trent lag, Peada als Herrschaft. Diuma wurde 655 von Finan von Lindisfarne zum ersten Bischof Mercias und der Mittelangeln geweiht. Die exakten Grenzen der Diözese sind jedoch nicht mehr feststellbar. Gemeinsam mit Oswiu begann Peada mit dem Bau der Kathedrale von Peterborough. Peada regierte nur wenige Monate und wurde zu Ostern 656 auf Betreiben seiner eigenen Königin ermordet.
Oswiu versuchte daraufhin die Herrschaft über ganz Mercia zu erlangen, stieß aber auf den Widerstand des dortigen Adels, der sich unter Wulfhere, einem Sohn Pendas, gegen die Northumbrier erhob.